# Pomnik Chrystusa Króla w Cieszynie
Pomnik Chrystusa Króla – pomnik znajdujący się na terenie cieszyńskiej starówki, na Górnym Rynku, w sąsiedztwie Klasztoru Sióstr Miłosierdzia św. Karola Boromeusza.

## Historia
Do 1898 na Górnym Rynku w Cieszynie stał duży krzyż, który rozebrano. Metalowa figura Chrystusa Króla została ustawiona na kamiennym cokole w 1901. Pomnik wzniesiono staraniem okolicznych mieszkańców z okazji Jubileuszu Roku 1900, ogłoszonego przez papieża Leona XIII.